# Canton du Chambon-Feugerolles
Le canton du Chambon-Feugerolles est une ancienne division administrative française située dans le département de la Loire et la région Rhône-Alpes.

## Géographie
Ce canton était organisé autour du Chambon-Feugerolles dans l'arrondissement de Saint-Étienne. Son altitude variait de 464 m (Le Chambon-Feugerolles) à 849 m (Le Chambon-Feugerolles) pour une altitude moyenne de 515 m.

## Histoire
- 9 mai 2006 : Georges Berne, conseiller général, est condamné pour harcèlement sexuel et trafic d'influence à (entre autres) cinq années d'inéligibilité.
- 24 janvier 2007 : la Cour de cassation rejette son pourvoi, rendant la condamnation définitive.
- 2 mars 2007 : Georges Berne est contraint de démissionner.
- 1er avril 2007 : victoire de Jean-François Barnier au second tour de l'élection cantonale partielle.

## Représentation

### conseillers généraux de 1833 à 2015
| Période | Période                                      | Identité                                                    | Étiquette                | Qualité |
| ------- | -------------------------------------------- | ----------------------------------------------------------- | ------------------------ | --- |
| 1833    | 1848                                         | Jean-Baptiste Heurtier                                      |                          | Notaire puis avocat à Saint-Étienne Maire du Chambon-Feugerolles                                                                                       |
| 1848    | 1855                                         | Jean-Baptiste Morillot                                      |                          | Directeur des mines de Firminy Propriétaire du château de Bussemont à Saint-Lumier-la-Populeuse (Marne)                                                |
| 1855    | 1871                                         | Comte Hippolyte de Souzy de Charpin-Feugerolles (1816-1894) | Majorité dynastique      | Propriétaire Maire de Chazeaux Député (1857-1863 et 1869-1870)                                                                                         |
| 1871    | 1873 (décès)                                 | Pierre Frédéric Dorian (1814-1873)                          | Républicain              | Maître de forges Directeur de la manufacture Jacob Holtzer & Compagnie Maire d'Unieux (1860-1865) Député (1863) Ministre des Travaux Publics (1870-71) |
| 1873    | 1878 (décès)                                 | François-Félix Verdié                                       | Républicain              | Manufacturier Ancien maire de Firminy (1862-1871) |
| 1878    | 1883                                         | Charles Dorian                                              | Républicain              | Propriétaire à Fraisses |
| 1883    | 1895                                         | Marcellin Souhet                                            | Rad.                     | Négociant en grains et en farines Député (1889-1898), maire de Firminy                                                                                 |
| 1895    | 1898 (décès)                                 | Gérin Jacquemard                                            | Républicain              | Maire de La Ricamarie (1876-1898) |
| 1898    | 1902 (élu dans le nouveau Canton de Firminy) | Marcellin Souhet                                            | Rad.                     | Négociant en grains et en farines Député (1889-1898), maire de Firminy                                                                                 |
| 1902    | 1907                                         | Adrien Pinatel                                              | Républicain Progressiste | Maire de Roche-la-Molière |
| 1907    | 1912 (décès)                                 | François Patouillard                                        | Socialiste               | Ouvrier forgeur de limes au Chambon-Feugerolles |
| 1912    | 1919                                         | Barthélemy Brunon                                           | SFIO                     | Fabricant de limes puis coiffeur Maire du Chambon-Feugerolles                                                                                          |
| 1919    | 1931                                         | Frédéric Terrasson                                          | USC puis SFIO            | Ouvrier mineur Adjoint au maire de Roche-la-Molière |
| 1931    | 1940                                         | Pétrus Faure                                                | PUP                      | Mouleur sur métaux Député (1932-1940) Maire du Chambon-Feugerolles (1925-1940) Ancien conseiller général du canton de Saint-Étienne-Nord-Est           |
|         |                                              |                                                             |                          | |
| 1943    | 1945                                         | Victor Teyssot                                              |                          | Conseiller municipal de La Ricamarie Nommé conseiller départemental en 1943                                                                            |
|         |                                              |                                                             |                          | |
| 1945    | 1951                                         | Antoine Thévenon                                            | PCF                      | Métallurgiste Maire du Chambon-Feugerolles (1944-1947)                                                                                                 |
| 1951    | 1970                                         | Pétrus Faure                                                | DVG                      | Maire du Chambon-Feugerolles (1947-1971) |
| 1970    | 1994                                         | Fernand Montagnon (1924-2008)                               | PCF                      | Ouvrier métallurgiste à la Manufacture d'armes de Saint-Étienne Maire de La Ricamarie (1965-1990)                                                      |
| 1994    | 2001                                         | Marc Faure                                                  | PCF                      | Tourneur Maire de La Ricamarie (1990-1995 et 2001-2017) Suppléant du député Bernard Outin (1997-2002)                                                  |
| 2001    | 2007 (démission)                             | Georges Berne                                               | RPR puis UMP             | Maire de La Ricamarie (1995-2001) vice-président du conseil général                                                                                    |
| 2007    | 2015                                         | Jean-François Barnier                                       | UDF puis DVD             | Informaticien Maire du Chambon-Feugerolles depuis 1988 Elu en 2015 dans le Canton de Saint-Étienne-2                                                   |

### Conseillers d'arrondissement (de 1833 à 1940)
| Période                                  | Période      | Identité                      | Étiquette                  | Qualité |
| ---------------------------------------- | ------------ | ----------------------------- | -------------------------- | --- |
| 1833                                     | 1839         | Pierre Delaroa                |                            | Notaire à Firminy |
| 1839                                     | 1848         | Barthélemy Chaléyer fils      |                            | Maire de Fraisses, propriétaire au Chambon                                                                               |
|                                          |              |                               |                            | |
| 1855                                     |              | Jacques Claudinon (1817-1897) |                            | Maître de forges, adjoint au maire du Chambon-Feugerolles                                                                |
|                                          |              |                               |                            | |
|                                          | 1881 (décès) | Jean Aguillon (1821-1881)     |                            | Directeur de la Caisse d'Épargne, maire de La Ricamarie (1870-1874)                                                      |
|                                          |              |                               |                            | |
| 1919                                     | 1931         | Pétrus Faure                  | SFIO puis PC-SFIC puis PUP | Mouleur sur métaux, Le Chambon-Feugerolles                                                                               |
| 1931                                     | 1937 (décès) | Laurent Moulin                | PUP                        | Délégué mineur et secrétaire de la Caisse de secours des mineurs de Roche-la-Molière                                     |
| septembre 1937                           | 1941         | Louis Lheureux                | SFIO                       | Délégué mineur à Roche-la-Molière, secrétaire du syndicat des mineurs CGTU puis CGT Révoqué par le Gouvernement de Vichy |
| 1940                                     |              |                               |                            | Les conseils d'arrondissement ont été suspendus par la loi du 12 octobre 1940 et n'ont jamais été réactivés              |
| Les données manquantes sont à compléter. |              |                               |                            | |

## Composition
Le canton du Chambon-Feugerolles groupait deux communes et comptait 22 528 habitants (recensement de 1999 sans doubles comptes).
| Communes               | Population (2012) | Code postal | Code Insee |
| ---------------------- | ----------------- | ----------- | ---------- |
| Le Chambon-Feugerolles | 14 090            | 42500       | 42044      |
| La Ricamarie           | 8 438             | 42150       | 42183      |

## Démographie
| 1962   | 1968   | 1975   | 1982   | 1990   | 1999   | 2009 |
| ------ | ------ | ------ | ------ | ------ | ------ | ---- |
| 31 496 | 33 526 | 30 517 | 27 793 | 26 316 | 22 528 | -    |